# قينرجة (شاهين دج)
قينرجة هي قرية في مقاطعة شاهين دج، إيران. عدد سكان هذه القرية هو 201 في سنة 2006.